# Ernst Tobler
Ernst Tobler (1889 - 1966), was een Zwitsers politicus.
Ernst Tobler was lid van de Zwitserse Conservatieve Volkspartij (SKVP). Hij was lid van de Regeringsraad van het kanton Zürich.
Ernst Tobler was van 1 mei 1922 tot 30 april 1923 voorzitter van de Regeringsraad (dat wil zeggen regeringsleider) van het kanton Zürich. Hij was de eerste conservatieve regeringsleider van Zürich in bijna een eeuw.